# Gender-Pay-Gap
Die, der oder das Gender-Pay-Gap (kurz GPG; auch Gender Wage Gap, von englisch gender „Geschlecht“), deutsch die Lohnlücke oder das geschlechtsspezifische Lohngefälle, beschreibt in der Sozialökonomie und Soziologie den Unterschied zwischen dem durchschnittlichen Brutto-Stundenlohn von Frauen und Männern, die nicht im öffentlichen Dienst, der Land- oder Forstwirtschaft und nicht in Betrieben unter 10 Mitarbeitenden beschäftigt sind. Der Gap („Lücke“) wird dabei als prozentualer Anteil des durchschnittlichen Brutto-Stundenlohns von Männern angegeben. Dabei wird zwischen dem unbereinigten und dem bereinigten Gender-Pay-Gap unterschieden. Lohnunterschiede zwischen Frauen und Männern waren seit den 1970er Jahren wiederholt Gegenstand öffentlicher Kontroversen in allen Industrieländern. Das Weltwirtschaftsforum (World Economic Forum) veröffentlicht den jährlichen Global Gender Gap Report zu mehr als 150 Ländern, der auch Einkommensunterschiede zwischen den Geschlechtern vergleicht (siehe auch Gender-Pension-Gap: Rentenlücke).
Nach einer Veröffentlichung der Generaldirektion Justiz der Europäischen Kommission von 2014 liegt in den Ländern der Europäischen Union der unbereinigte Gender-Pay-Gap bei 16 %. In den einzelnen Ländern ist der Gender-Pay-Gap unterschiedlich stark ausgeprägt. Deutschland gehört mit Österreich zu den Ländern, in denen der Gender-Pay-Gap am höchsten ist. In allen Berufsklassen verdienen Frauen in Deutschland weniger als Männer, jedoch ist der Unterschied am größten in Berufen, die üblicherweise von Frauen besetzt werden (sogenannte Frauenberufe). So beträgt der unbereinigte Gender-Pay-Gap in Berufen, welche üblicherweise von Frauen ausgeübt werden (sogenannte Frauenberufe) knapp 27 %, aber nur 13 % in Berufen, die üblicherweise von Männern besetzt werden (sogenannte Männerberufe). Bereinigt liegt die durchschnittliche Lohnlücke bei höchstens 6 % (oder bei 2 % ohne Berücksichtigung von Erwerbsauszeiten von Frauen). Bei den unbereinigten Zahlen sind die regionalen Unterschiede erheblich und liegen zwischen 17 % zugunsten Frauen und 38 % zugunsten Männern.

## Unbereinigter Gender-Pay-Gap
Beim unbereinigten Gender-Pay-Gap wird die Differenz zwischen den durchschnittlichen Bruttoverdiensten von Frauen und Männern gebildet. Dabei fließen in die Berechnung des durchschnittlichen Bruttostundenverdienstes nicht nur Angaben von Vollzeitbeschäftigten ein, sondern es werden auch die Verdienste von Arbeitnehmern in (Alters-)Teilzeit, von geringfügig Beschäftigten sowie Auszubildenden und Praktikanten berücksichtigt. Bei der unbereinigten Berechnung des GPG werden demnach lohndeterminierende Faktoren nicht in der Untersuchung berücksichtigt.

## Bereinigter Gender-Pay-Gap
Der bereinigte Gender-Pay-Gap erlaubt Aussagen zur Höhe des Unterschieds im Bruttostundenverdienst von Frauen und Männern mit vergleichbaren Eigenschaften. Beim bereinigten Gender-Pay-Gap wird also der Teil des Verdienstunterschieds herausgerechnet, der auf strukturellen Unterschieden (Ausstattungseffekten) wie Ausbildungsgrad, Beruf, Qualifikation, Arbeitserfahrung u. ä. von Männern und Frauen beruht. Daher ist der bereinigte Gender-Pay-Gap im Normalfall deutlich (im einstelligen Prozentbereich) kleiner als der unbereinigte. Neben den genannten beobachtbaren Ausstattungsunterschieden kann es weitere Unterschiede geben, die unbeobachtbar oder schwer messbar sind (z. B. Erwerbsunterbrechungen aufgrund von Schwangerschaft, der Geburt von Kindern oder der Pflege von Angehörigen) und ebenfalls einen Teil der Lohndifferenz erklären. Demnach ist der bereinigte Gender-Pay-Gap als das maximale Ausmaß („Obergrenze“) der Lohndiskriminierung zu verstehen. Anderseits kann es sein, dass die Verteilung von Männern und Frauen nach bestimmten Ausstattungsmerkmalen (z. B. Qualifikation, Wirtschaftsbranche) möglicherweise selbst bereits das Ergebnis gesellschaftlich benachteiligender Strukturen ist und somit das Ausmaß der Benachteiligung gegebenenfalls unterschätzt wird (siehe auch Gender-Bias).

## Gender-Income-Gap
Der Einkommensunterschied zwischen selbständigen Frauen und Männern wird zum Teil als Gender-Income-Gap bezeichnet. Er war 2017 mit rund 44 % deutlich größer als bei abhängig Beschäftigten.

## Statistische Analysemethoden
Analysen des Gender-Pay-Gap basieren häufig auf Regressionsanalysen. Das Statistische Bundesamt (Destatis) verwendete 2008 die darauf beruhende Oaxaca-Blinder-Zerlegung, in der die Bestimmungsgründe des Lohns als simultanes Gleichungssystem von zwei Gleichungen, für jedes Geschlecht mit je einer Gleichung, modelliert werden. Die hierbei ermittelten Regressionskoeffizienten und Absolutwerte geben dann die geschlechtsspezifischen Beiträge der Einflussgrößen (auch „erklärende Variablen“ genannt) auf den Arbeitslohn an. Oaxaca-Blinder-Zerlegung gilt als veraltet.
Die Differenz der Absolutwerte der Einzelgleichungen wird dann als bereinigter Gender-Pay-Gap bezeichnet. Bei der (nach Ronald Oaxaca und Alan Blinder benannten) Oaxaca-Blinder-Komponenten-Zerlegung werden empirische Untersuchungen zur Frage, welcher Anteil des Gender-Pay-Gap auf Diskriminierung zurückzuführen ist, vorrangig mit Hilfe dieses Verfahrens durchgeführt. Die Zerlegung beruht auf der Annahme, dass sich der Entgeltunterschied additiv aus zwei Komponenten zusammensetze, von denen eine ausschließlich auf Unterschieden in bestimmten erklärenden Variablen wie etwa Qualifikation und Branche (dem sogenannten Ausstattungseffekt) beruhe, die zweite hingegen ausschließlich auf einer unterschiedlichen Behandlung von Beschäftigtengruppen mit ansonsten gleichen Eigenschaften (den sogenannten Gruppeneffekt).
Der Gruppeneffekt misst die unterschiedliche Entlohnung von bis auf das Geschlecht identischen Personen und wird in der Literatur auch oft als Diskriminierungsmaß interpretiert. Dieses Verfahren ähnelt der Residualmethode zur Diskriminierungsmessung.
In den Berechnungen der OECD waren rund zwei Drittel der unbereinigten GPG durch Ausstattungsunterschiede erklärbar. Die verbleibenden Lohnunterschiede können daher auf weitere unbeobachtete Faktoren sowie diskriminierende Praktiken am Arbeitsmarkt zurückgeführt werden. Das deutsche Statistische Bundesamt (Destatis) kam 2014 zu dem Ergebnis, dass etwa ein Viertel des unbereinigten Gender-Pay-Gap nicht durch beobachtete Ausstattungseffekte erklärt werden kann. Dabei sei jedoch zu berücksichtigen, dass der bereinigte Gender-Pay-Gap möglicherweise geringer ausgefallen wäre, wenn weitere lohnrelevante Einflussfaktoren für die statistischen Analysen zur Verfügung gestanden hätten. So lagen beispielsweise zu den familienbedingten Erwerbsunterbrechungen keine Informationen vor.

## Ursachen
Die Löhne von Männern und Frauen werden durch verschiedene Faktoren beeinflusst. Ein Grund ist die stärkere Arbeitsmarktbeteiligung der Männer. Männer machen weit mehr Überstunden mit hohen Lohnzuschlägen, als dies bei Frauen zu beobachten ist, und arbeiten mit weniger Karriereunterbrechungen.
Die Erklärung der Einkommensunterschiede wird zusätzlich erschwert durch die Beobachtung, dass der Gender-Pay-Gap bei Selbstständigen deutlich höher als bei abhängig Beschäftigten ist. Arbeitgeber scheiden hier als Quelle von Diskriminierungen aus; zu untersuchen bleibt hier die Rolle der Auftraggeber. Studien legen allerdings nahe, dass ein eventuell vorurteilbehaftetes Verhalten von Kunden und Kapitalgebern bei weiblichen Selbständigen keine ausgeprägte Rolle zu spielen scheint. Die Analyse berechnete auf Basis einer sehr großen Stichprobe für Deutschland ein unbereinigtes Gap von 44 % für Selbständige, von dem nur gut die Hälfte auf die bekannten Einflussfaktoren zurückführbar ist. Die Ursachen der verbleibend hohen Einkommensdifferenz von ca. 20 % konnten bislang noch nicht erklärt werden.
Eine weitere Ursache für den Gender-Pay-Gap wird in der Unterrepräsentation von Frauen in Führungspositionen gesehen, womit das strukturelle Problem verknüpft ist, wie Frauen in Führungspositionen gelangen und wie die Vereinbarkeit von Beruf und Familie gelingt.
Mit Hilfe einer Oaxaca-Blinder-Zerlegung konnte gezeigt werden, dass Frauen durchschnittlich nicht nur deshalb geringere Verdienste haben, weil sie in Frauenberufen arbeiten, die gering entlohnt werden, sondern weil diese Berufe Arbeitsinhalte aufweisen, die mit weiblichen Eigenschaften verbunden werden und monetär abgewertet werden, wohingegen Männer häufiger in prestigeträchtigeren Männerberufen arbeiten, die mit als männlich geltenden Eigenschaften verbunden und monetär aufgewertet werden. Ein Eurofond-Bericht von 2010 stellte die These auf, der um die Ausstattungseffekte bereinigte Lohnunterschied sei nicht die einzige Diskriminierungskomponente. Vielmehr seien Faktoren wie Berufswahl und Arbeitsmarktsegregation selbst Zeichen von Diskriminierung, insofern als sie auf Geschlechtsstereotypen basieren.

### Arbeitsmarktsegregation
Die Arbeitsmarktsegregation, d. h. Frauen und Männer arbeiten tendenziell in verschiedenen Wirtschaftssektoren oder Branchen, und die Unterbewertung der Arbeit von Frauen werden von der Europäischen Kommission als wichtige Gründe für den Gender-Pay-Gap angegeben. Untersuchungen zeigen, dass Berufe, die überwiegend von Frauen ausgeübt werden, im Durchschnitt schlechter bezahlt sind als von Männern dominierte Berufe.
In einer Studie aus dem Jahr 2008 wurde empirisch untersucht, ob Beschäftigungen, die entweder in einer mit Frauen oder mit Männern assoziierten Branche angesiedelt waren, unterschiedliche Löhne zugeordnet werden. Probanden mussten zunächst angeben, ob sie Berufe für „männlich“ oder „weiblich“ hielten (z. B. Lehrer für Werkerziehung und Haushaltswissenschaft-Lehrer oder Redakteur für das Auto- oder Feinkostressort), und mussten diese Berufe hinsichtlich Anforderungen, Arbeitsbedingungen, vorausgesetzter Ausbildung und Verantwortlichkeit bewerten. Das Ergebnis der Studie war, dass die Versuchsteilnehmenden die Beschäftigungen zwar als gleich anspruchsvoll bewerteten, die als „weiblich“ empfundenen Berufe jedoch abwerteten und ihnen deutlich niedrigere Löhne zuordneten als den „männlichen“ Berufen.
In einer Untersuchung aus dem Jahr 2013 wurden Daten des sozio-oekonomischen Panels 2000–2010 analysiert mit dem Ergebnis, dass sich sowohl für Frauen als auch für Männer die Erwerbstätigkeit in einem Frauenberuf negativ auf die Verdienste auswirkt. Männlich konnotierte Arbeitsinhalte, die auf dem Arbeitsmarkt ein hohes Prestige haben und aufgewertet werden, wirken verdienststeigernd, wohingegen weiblich konnotierte Arbeitsinhalte, die auf dem Arbeitsmarkt ein geringes Prestige aufweisen und daher eine monetäre Abwertung erfahren, verdienstsenkend wirken. Ob die Schlussfolgerung, dass Frauenberufe deshalb geringere Verdienste aufweisen, weil sie überwiegend von Frauen ausgeübt werden oder deshalb, weil jene Berufe bestimmte Arbeitsinhalte aufweisen, die tendenziell Frauen zugeschrieben werden, ist kausal anhand von Korrelationen jedoch nicht herleitbar; der kausale Zusammenhang könnte auch in die andere Richtung oder überhaupt nicht bestehen.

### Einschätzung der Kompetenz
Eine Studie der Princeton University zeigte 2012 auf, dass wissenschaftliche Angestellte an Universitäten, die anhand von fingierten schriftlichen Bewerbungen Kandidaten für einen Posten aussuchen sollten, einen Bewerber dann für geeigneter hielten, wenn der Vorname des Bewerbers männlich war. Aus der statistischen Analyse ließ sich dieser Effekt darauf zurückführen, dass die Kandidaten in diesem Fall als kompetenter eingeschätzt wurden und man ihnen die Arbeit eher zutrauen würden. Dieser Effekt ließ sich für wissenschaftliche Angestellte beiderlei Geschlechts nachweisen.

### Vorgehensweise bei Gehaltsverhandlungen
In drei repräsentativen Bevölkerungsumfragen der Jahre 2008 und 2009 kamen Forscher der Universität Bielefeld, der Universität Konstanz und des DIW zu dem Ergebnis, dass eine unterschiedliche Entlohnung von Männern und Frauen in der Bevölkerung grundsätzlich abgelehnt wird. Wenn jedoch nach den konkreten Vorstellungen gefragt wird, wie hoch ein gerechtes Arbeitseinkommen im konkreten Einzelfall sein sollte, so wird einer Frau ein deutlich geringerer Lohn zugebilligt als einem gleich qualifizierten Mann. Dabei sind nicht nur Männer dieser Ansicht, sondern Frauen haben selbst geringere Ansprüche an die Höhe ihres Erwerbseinkommens und gestehen auch ihren Geschlechtsgenossinnen ein deutlich geringes Einkommen zu als vergleichbaren Männern. So kamen beispielsweise Stefan Liebig, Peter Valet, Jürgen Schupp vom DIW zum Ergebnis, dass Frauen bei der Frage, was sie als gerechten Lohn für ihre Arbeit empfinden würden, Summen angaben, die rund ein Viertel niedriger lagen als die Summen, die Männer für sich als gerecht angesehen hatten. Die von den Frauen als gerecht angegebene Summe lag unter der Summe, die Männer real erzielten. Die Forscher vermuten, dass Frauen aufgrund ihrer niedrigeren Einkommenserwartungen geringere Forderungen – etwa bei Gehaltsverhandlungen – stellen. Der Gender-Pay-Gap könne also nicht allein durch individuelle Anstrengungen reduziert werden, sondern eher durch eine größere Transparenz von Entlohnungssystemen. Sind Entlohnungsunterschiede zwischen den Geschlechtern sichtbarer, so sei zu erwarten, dass Frauen auch höhere Lohn- und Gehaltsforderungen stellen.
Eine Studie aus dem Jahre 2003 hat festgestellt, dass Frauen und Männer bei Gehaltsverhandlungen unterschiedlich behandelt wurden. Frauen wurden mehr bestraft als Männer, wenn sie Verhandlungen initiierten. Insbesondere waren es männliche Bewerter, die weibliche Kandidatinnen stärker bestraften als männliche Kandidaten, wohingegen weibliche Bewerter Frauen und Männer in gleichem Ausmaß für die Initiierung von Gehaltsverhandlungen bestraften. Der Widerstand gegen die Verhandlungsbemühungen von Frauen konnte dadurch erklärt werden, dass Frauen, die verhandelten, als „weniger nett“ wahrgenommen wurden. Das Forschungsteam stellte fest, dass Männer es in allen Versuchsbedingungen vorzogen, mit Frauen zu arbeiten, die nicht über ihr Gehalt verhandelten, wohingegen es für sie keinen Unterschied machte, ob Männer ein höheres Gehalt verlangten oder nicht.
Eine Studie aus dem Jahre 1991 untersuchte das Verhalten bei Gehaltsverhandlungen und das Anfangsgehalt von MBA-Studierenden, die dabei waren, ihr Studium abzuschließen. Die Studie zeigte, dass Frauen genauso häufig verhandelten wie Männer und dass ihnen nach den Verhandlungen ein durchschnittlich niedrigeres Anfangsgehalt angeboten wurde. Die Summierung solcher Differenzen im Laufe einer Karriere sei erheblich.

### Bildungs- und Berufswahl
Die unterschiedliche Bildungs- und Berufswahl von Frauen und Männern wird durch geschlechtsspezifische Stereotypen beeinflusst. So gab der Beschäftigungsüberblick der OECD aus dem Jahre 2002 an, dass das Verhalten von Frauen am Arbeitsmarkt durch die angelernten kulturellen und sozialen Wertvorstellungen beeinflusst wird, da gewisse Berufe und Lebensstile als „typisch männlich“ bzw. „typisch weiblich“ empfunden werden. Darüber hinaus wird angenommen, dass die Studienwahl von Frauen auch von der Erwartung geleitet sei, dass ihnen bestimmte Beschäftigungsmöglichkeiten nicht offenstehen, wie auch von Geschlechtsvorstellungen der Gesellschaft, in der sie leben.
Zwei Studien (2001, 2004) zeigten, dass bestimmte geschlechtsspezifische Vorstellungen (z. B. dass Frauen durchschnittlich schlechter in Mathematik, Naturwissenschaften und Technik sind) die Selbsteinschätzung von Frauen und Männern dahingehend beeinflussen, dass Männer ihre Leistungen in diesen Bereichen selbst dann als besser einschätzen, wenn Frauen gleich gute oder bessere Leistungen erbrachten. Diese „verzerrten Selbsteinschätzungen“ (biased self-assessments) sind dann ein Faktor für die Bildungs- und Berufswahl von Frauen und Männern.
Der OECD-Bericht Equally prepared for life? How 15 year-old boys and girls perform in school aus dem Jahre 2009 stützte sich auf die Ergebnisse der IGLU-Studie, des TIMSS-Berichts und der PISA-Studie und kommt zu dem Schluss, dass geschlechtsbezogene Vorurteile die Bildungsergebnisse von Jungen und Mädchen beeinflussen und auch die Entscheidung über den weiteren Bildungsweg und Beruf mehr von Stereotypen als von den tatsächlichen Fähigkeiten abhängig zu sein scheint.
Berufsspezifische Auswirkungen in Teilbereichen zeigten sich etwa bei den Aufnahmetests zum Medizinstudium in Österreich, bei dem sich mehr Frauen dem Auswahlverfahren stellten, aber mehr Männer die zu den Naturwissenschaften geforderten Testkriterien erfüllen konnten.

### Leistungen bei standardisierten Tests
Studien konnten zeigen, dass das Stereotyp, dass Frauen im Vergleich zu Männern im Durchschnitt geringere mathematische Fähigkeiten besitzen, in Testsituationen zu einer Leistungsminderung führt. Dieses Phänomen ist als Bedrohung durch Stereotype bekannt.
Die IGLU-Studie aus dem Jahre 2006 zeigte, dass Mädchen signifikant bessere Lesekompetenz zeigen als Jungen in allen teilnehmenden Ländern, außer in Luxemburg und Spanien, wo die durchschnittliche Lesekompetenz der Geschlechter gleich war.
Der TIMSS-Mathematikbericht (2007) konnte in der 4. Klasse hingegen keine Unterschiede in den durchschnittlichen Mathematikleistungen zwischen Mädchen und Jungen ermitteln. In etwa der Hälfte der teilnehmenden Länder war der durchschnittliche Unterschied geringfügig: Mädchen erzielten bessere Ergebnisse in 8 Ländern und Jungen erzielten bessere Ergebnisse in 12 Ländern. In der 8. Klasse erbrachten Mädchen durchschnittlich bessere Leistungen in Mathematik als Jungen. Mädchen schnitten in 16 Ländern besser ab und Jungen in 8 Ländern. Der TIMSS-Naturwissenschaftenbericht aus demselben Jahr zeigte, dass Mädchen bessere durchschnittliche Leistungen in den Naturwissenschaften sowohl in der 4. als auch 8. Klasse erzielten. Die geschlechtsspezifische Differenz war geringfügig in mehr als der Hälfte der teilnehmenden Länder. Die Wiener Zeitung interpretierte die Ergebnisse der beiden TIMSS-Studien so, dass „Buben in Mathe und Naturwissenschaften signifikant besser als Mädchen“ abschneiden.
In der Pisa-Studie von 2009 schnitten im Durchschnitt der OECD-Länder die Jungen auf der Gesamtskala Mathematik um 12 Punkte besser ab als die Mädchen, während in der Regel nur geringe geschlechtsspezifische Unterschiede bei den Leistungen im Bereich Naturwissenschaften festzustellen waren. Im Bereich der Lesekompetenz schnitten in allen PISA-Teilnehmerländern Mädchen signifikant (um durchschnittlich 39 Punkte) besser ab als Jungen.
Einer Befragung an drei österreichischen Universitäten zufolge erzielen bei Aufnahmetests zum Medizinstudium Frauen (und zwar vor allem österreichische Frauen) signifikant schlechtere Ergebnisse als ihre männlichen Mitbewerber. Als Erklärungsansatz wurde vor allem die schulische Sozialisation angeführt, die auch bei guten Schulnoten zu weniger Selbstvertrauen von Mädchen in die eigenen Fähigkeiten in den Naturwissenschaften und Mathematik führe.

### Vereinbarung von Arbeit und Privatleben
Der Einfluss des privaten Engagements für die Familie auf Leistung einerseits und auf berufliche Karriere und Einkommen andererseits ist Gegenstand zahlreicher Studien. Die Europäische Kommission führt als einen der wichtigsten Gründe für den Gender-Pay-Gap die ungleiche Verteilung der Aufgaben in der Familie und Pflege an, die weitgehend von Frauen getragen werden (siehe hierzu auch Gender-Care-Gap). Die OECD gibt an, dass die ungleiche Beteiligung an der Kindererziehung und unbezahlter Haushaltsarbeit dazu führt, dass Frauen eher als Männer auf Teilzeitarbeit ausweichen, um Familie und Beruf zu vereinbaren. Das Schweizer Bundesamt für Statistik berichtet hinsichtlich der Rollenteilung im Haushalt, dass nach wie vor eine traditionelle Rollenteilung dominiert und es „keine direkten Hinweise auf die 'neuen Männer' [gibt], die durch Teilzeitarbeit versuchen, Beruf und Familie besser zu vereinbaren.“ Zudem führt das Vorhandensein von Kindern im Haushalt zu einem „überdurchschnittlichen Aufwand für Frauen“ und vermehrter Vollzeiterwerbstätigkeit der Väter. Die Entwicklung zu mehr Väterbeteiligung geht langsam voran. Es hat sich gezeigt, dass die Höhe der Vergütung während des Elternurlaubs die Inanspruchnahme, insbesondere durch Väter, beeinflusst.
Deutlich mehr Frauen als Männer sind teilzeitbeschäftigt. Insbesondere Mütter sind zunehmend häufiger erwerbstätig und arbeiten in Teilzeit, um Familie und Beruf zu vereinbaren. Die Hypergamie spielt jedoch auch eine Rolle bei der Verteilung der Pflichten in Beruf und Haushalt. Um ein Auskommen zu sichern, bleibt Ehemännern oft keine andere Wahl als eine Vollzeitbeschäftigung.

### Mutterschaft
US-Forscher bezeichnen die durchschnittlichen, mit Kindern verbundenen Einkommensverluste als „Mutterschaftsstrafe“ („motherhood penalty“). Diese Einkommensverluste sind auch nach der statistischen Kontrolle anderer relevanter Faktoren wie z. B. Bildung, Erfahrung, Voll- oder Teilzeitarbeit und Ethnizität vorhanden. Laut OECD ist dieser Effekt insbesondere in den USA und in Großbritannien zu beobachten.
Eine 2007 im American Journal of Sociology veröffentlichte Studie zur sogenannten „Mutterschaftsstrafe“ untersuchte wie fiktive weibliche und männliche Arbeitssuchende bewertet werden. In einem Laborexperiment lasen Versuchsteilnehmende erfundene Lebensläufe, die sich nur im Geschlecht und elterlichen Status der Bewerber unterschieden und in allen anderen berufsrelevanten Faktoren identisch waren. Mütter wurden als weniger kompetent und beruflich engagiert eingeschätzt als Väter. Für Mütter wurde ein niedrigeres Anfangsgehalt als angemessen empfunden als für Väter und an Mütter wurden strengere Leistungsmaßstäbe angelegt, so durften sie weniger Tage fehlen als Väter und mussten deutlich bessere Ergebnisse in einem Aufnahmetest erreichen. In einer zweiten Studie wurde überprüft, ob reale Arbeitgeber Mütter diskriminieren. Dazu wurden über 1200 erfundene Lebensläufe an mehr als 600 Arbeitgeber verschickt. Die fiktiven Lebensläufe weiblicher und männlicher Bewerber variierten erneut nur hinsichtlich Geschlecht und Elternstatus. Das Ergebnis der Studie war, dass weibliche Bewerber mit Kindern mit geringerer Wahrscheinlichkeit eingestellt wurden und ihnen ein geringerer Lohn in Aussicht gestellt wurde als männlichen Bewerbern mit Kindern. Eine andere Untersuchung aus dem Jahr 2004 zeigte, dass Studierende, die fiktive Bewerber um eine Stelle als Staatsanwalt bewerten sollten, weniger bereit waren, eine Mutter als eine Frau ohne Kinder einzustellen und bessere Leistung von Müttern erwarteten. Für Männer gab es den umgekehrten Effekt: Von Vätern wurde weniger Leistung erwartet als von Müttern und Männern ohne Kinder.
Irene Wennemo vom schwedischen Gewerkschaftsbund stellt fest: „Der Arbeitgeber nimmt einfach an, dass sie eines Tages Kinder bekommen, und gibt ihnen von vornherein einen geringeren Lohn. Männer werden hingegen erst dann diskriminiert, wenn sie tatsächlich den Vaterschaftsurlaub in Anspruch nehmen. Sie haben dann Probleme, in ihren Job zurückzukehren und auch ihr Gehaltsniveau zu halten. So scheint es für das Paar eine vernünftige Entscheidung zu sein, dass die Mütter den Elternurlaub voll ausschöpfen und ihn nicht mit dem Vater zu teilen.“ Die Zuschreibung der Familienarbeit an die Frau und die eingeschränkten beruflichen Karrieremöglichkeiten von Frauen verstärkten sich wechselseitig, zumal beide im innerfamiliären Aushandlungsprozess eine zentrale Rolle einnehmen.
Eine Untersuchung der Harvard-Dozentin Claudia Goldin stellte 2014 die branchenspezifische Präsenzkultur in verschiedenen Berufszweigen als Hemmnis für die Gehaltsentwicklung von Müttern heraus: Die Zeit für die tatsächliche Arbeit, für Besprechungen, Anwesenheitspflicht am Arbeitsplatz, Bereitschaftsdienst per Telefon oder E-Mail von zu Hause und für das Beschaffen von Informationen
sei in verschiedenen Branchen unterschiedlich flexibel gehalten. Demnach werde die Zeit, die Eltern (vor allem Mütter) mit Familien- statt Erwerbsarbeit verbringen, im Beruf finanziell unverhältnismäßig abgestraft. So büßten laut der Studie Harvard-Absolventinnen, die in ihren ersten 15 Berufsjahren eine 18-monatige Familienzeit einlegten, dauerhaft 41 Prozent ihres Gehaltes ein, wenn sie BWL studiert hatten, 29 Prozent bei Jura, Ärztinnen mussten nach der Auszeit vom Beruf dauerhaft auf 15 Prozent jenes Gehaltes verzichten, das Männer und kinderlose Frauen derselben Kohorte bezogen. Lediglich bei den Gehältern von Apothekerinnen habe eine kinderbedingte Lücke im Erwerbsleben kaum einen Effekt. Die Studie führt dies auf unterschiedliche Anwesenheits- und Informationskulturen in den verschiedenen Branchen zurück. So sei etwa in der Pharmazie durch die computergestützte Verwaltung über Apotheken und Krankenversicherungen hinaus gesichert, dass jeder lizenzierte Apotheker einen Patienten genauso gut betreuen kann wie jeder andere; die Produktivität von Teilzeitkräften oder aus der Elternzeit Zurückkehrenden sei daher fast genauso hoch wie jene von Vollzeitkräften. In vielen anderen Branchen existiere der Gender-Pay-Gap, weil Arbeitszeit zu bestimmten Zeiten mehr wert sei als zu anderen und wenn die Arbeitszeit kontinuierlicher sei. Daher stünde die Bezahlung in vielen Anstellungsverhältnissen in einem nichtlinearen Verhältnis mit den gearbeiteten Wochenstunden.

### Wohnortswechsel
Nach einer Studie, die an Daten zu den Vereinigten Staaten und dem Vereinigten Königreich durchgeführt wurde, erhöhen Wohnortswechsel das Haushaltseinkommen und verstärken zugleich die Einkommensungleichheit innerhalb von Paarhaushalten. Der Studie zufolge haben Wohnortswechsel ähnliche Auswirkungen auf das Einkommen wie die Geburt eines Kindes aus: Im Mittel liegt für die folgenden Jahre das Einkommen des Mannes höher, das der Frau hingegen geringer als vor dem Umzug bzw. der Geburt, und das Haushaltseinkommen liegt im Mittel höher als zuvor. Frauen holen zwar (in den USA stärker als im Vereinigten Königreich) in den nachfolgenden Jahren wieder teilweise auf, statistisch betrachtet bleibt aber ein langfristiger deutlicher Unterschied bestehen. Als Erklärung wird von der Hypothese ausgegangen, dass Wohnortswechsel typischerweise durch die Berufstätigkeit des besserverdienenden Partners – meist des Mannes – unternommen werden und dass Paare häufig einen Einkommensverlust der Frau in Kauf nehmen, sofern der Umzug mit einer Zunahme des Einkommens des Mannes einhergeht und sich das Haushaltseinkommen als Ganzes erhöht.

## Renten
Der Unterschied zwischen Alterseinkünften von Männern und Frauen wird als Gender-Pension-Gap (GPG) bezeichnet. Bei der Berechnung können unterschiedliche Definitionen der Alterseinkünfte herangezogen werden, die außerordentlich hohe Unterschiede des errechneten GPG ergeben; folgende Faktoren können einbezogen werden:
- individuelle Rentenbetrachtung
  - gesetzliche Altersrenten (ohne abgeleitete Altersrenten wie Hinterbliebenenrenten)
  - Betriebsrenten
  - private Renten
  - Hinterbliebenenrenten
  - weitere Renten (etwa Rentenzahlungen aus der gesetzlichen Unfallversicherung)
- haushaltsbezogene Betrachtung
  - Haushalts-Nettoäquivalenzeinkommen

Die Höhe der gesetzlichen Altersrenten hängt zunächst einmal von den Einkommensverläufen im Berufsleben ab. Ein Gender-Pay-Gap führt damit im Rentenalter zu einem entsprechenden Gender-Pension-Gap. Viel stärker jedoch hängt die Höhe der gesetzlichen Altersrenten von der Entscheidung für Vollzeiterwerbstätigkeit oder Phasen der Teilzeitarbeit bzw. Familienarbeit ab. Da Frauen sich für die Betreuung ihre Kinder oder die Pflege von Angehörigen wesentlich häufiger gegen eine Vollzeiterwerbstätigkeit entscheiden, liegt der Gap in Bezug auf die gesetzlichen Altersrenten deutlich höher als der Gender-Pay-Gap. Betrachtet man allein die gesetzliche Rente, so beträgt der GPG in Deutschland 56,1 %.
Die Betriebsrenten werden maßgeblich davon beeinflusst, dass Frauen seltener in großen Unternehmen arbeiten, die großzügige (bzw. überhaupt) Betriebsrenten gewähren. Die Einbeziehung von Betriebsrenten erhöht daher tendenziell den GPG. Bezieht man daher Betriebsrenten und private Renten ein, so steigt der GPG in Deutschland auf 58,5 %.
Eine deutliche Reduktion des Gender-Pension-Gap ergibt sich durch die Einbeziehung abgeleiteter Altersrenten. Dies sind vor allem die Hinterbliebenenrenten, die aufgrund der längeren Lebensdauer weitaus überwiegend Frauen zugutekommen. Bei Einbeziehung dieser Hinterbliebenenrenten reduziert sich der GPG auf etwa 43 %.
Geht man von der individuellen zur haushaltsbezogenen GPG-Betrachtung über, beträgt die Lücke nur noch 13,6 %.
Der Gender-Pension-Gap in Deutschland sinkt seit Jahrzehnten.
| Personengruppe  | 1992 | 1995 | 1999 | 2003 | 2007 | 2020 (Prognose) |
| --------------- | ---- | ---- | ---- | ---- | ---- | --------------- |
| Deutschland     | 69,2 | 68,6 | 64,3 | 63,3 | 59,6 | 53,1            |
| Westdeutschland | 72,5 | 72,4 | 67,7 | 67,1 | 63,8 | –               |
| Ostdeutschland  | 39,3 | 44,8 | 46,2 | 43,4 | 36,7 | –               |

Der Grund hierfür ist primär, dass die eigenständigen Alterssicherungseinkommen der Frauen relativ stärker gestiegen sind als die der Männer. Dies ist zum einen der Annäherung der Erwerbsabläufe von Männern und Frauen geschuldet. Daneben spielt die Erhöhung der Scheidungsrate eine Rolle. Im Rahmen der Scheidung erfolgt im Rahmen des Versorgungsausgleichs ein anteiliger Übertrag der Rentenanwartschaften, bei dem überwiegend Frauen auf der Empfängerseite sind. Die Bedeutung des Familienstandes für den GPG ist enorm, da dieser stark mit der Erwerbsbiographie korreliert. Es ergibt sich für Frauen in Westdeutschland:
- Verheiratete Frauen: 65,8
- Verwitwete Frauen: 70,0
- Geschiedene Frauen: 19,4
- Ledige Frauen: 7,9

Da der GPG primär den Verlauf der Erwerbsbiographie spiegelt, ist seine Eignung als Gerechtigkeits- oder als Verteilungsindikator gering.
Er beträgt nach einer Studie des deutschen Bundesfamilienministeriums vom Februar 2012 59,6 Prozent. Frauen, die für die Kindererziehung ihre Erwerbstätigkeit lange unterbrochen und in Teilzeit gearbeitet haben, bekommen 69,6 Prozent weniger Rente als Männer (Stand: 2012).
Renteneintrittsalter
In Österreich kommt hinzu, dass Frauen das gesetzliche Rentenantrittsalter bis zu 5 Jahre früher erreichen, was bei einem entsprechend früheren Renteneintritt das Lebenseinkommen der Arbeitnehmerinnen verringert.

## Zeitliche Entwicklung der Lohnunterschiede
In vielen Industrieländern sinkt der Gender-Pay-Gap seit einigen Jahren. Diese Tendenz kann beispielsweise in den USA, aber vor allem in Neuseeland und Kanada beobachtet werden. Gemäß Blau und Kahn sank der Lohnunterschied in den USA zwischen 1975 und 1987 von rund 50 % auf 36 %. In anderen Ländern, beispielsweise den skandinavischen Ländern und Australien, sank er in den 1970er Jahren stark ab und stagniert seitdem weitgehend.
In Frankreich, Belgien und Deutschland sank der prozentuale Lohnunterschied langsam und stetig ab.
| Land                   | 2006 | 2007 | 2008 | 2009 | 2010 | 2011 | 2012 | 2019 | 2020 |
| ---------------------- | ---- | ---- | ---- | ---- | ---- | ---- | ---- | ---- | ---- |
| EU-27                  | 17,7 | 17,6 | 17,3 | 16,6 | 16,1 | 16,2 | 16,4 | 14,1 | 13,0 |
| Belgien                | 9,5  | 10,1 | 10,2 | 10,1 | 10,2 | 10,2 | 10   | 5,8  | 5,3  |
| Bulgarien              | 12,4 | 12,1 | 12,3 | 13,3 | 13,0 | 13,0 | 14,7 | 14,1 | 12,7 |
| Dänemark               | 17,6 | 17,7 | 17,1 | 16,8 | 16,0 | 16,4 | 14,9 | 14   | 13,9 |
| Deutschland            | 22,7 | 22,8 | 22,8 | 22,6 | 22,3 | 22,2 | 22,4 | 19,2 | 18,3 |
| Estland                | 29,8 | 30,9 | 27,6 | 26,6 | 27,7 | 27,3 | 30   | 21,7 | 21,1 |
| Finnland               | 21,3 | 20,2 | 20,5 | 20,8 | 20,3 | 18,2 | 19,4 | 16,6 | 16,7 |
| Frankreich             | 15,4 | 17,3 | 16,9 | 15,2 | 15,6 | 14,7 | 14,8 | 16,5 | 15,8 |
| Griechenland           | 20,7 | 21,5 | 22,0 | ...  | ...  | ...  | 15   | ...  | ...  |
| Irland                 | 17,2 | 17,3 | 12,6 | 12,6 | 13,9 | ...  | 14,4 | ...  | ...  |
| Italien                | 4,4  | 5,1  | 4,9  | 05,5 | 05,3 | 05,8 | 6,7  | 4,7  | 4,2  |
| Lettland               | 15,1 | 13,6 | 11,8 | 13,1 | 15,5 | 13,6 | 13,8 | 13,3 | 22,3 |
| Litauen                | 17,1 | 22,6 | 21,6 | 15,3 | 14,6 | 11,9 | 12,6 | 21,2 | 13,0 |
| Luxemburg              | 10,7 | 10,2 | 09,7 | 09,2 | 08,7 | 08,7 | 8,6  | 1,3  | 0,7  |
| Malta                  | 5,2  | 7,8  | 09,2 | 13,8 | 13,4 | 12,9 | 6,1  | 11,6 | 10,0 |
| Niederlande            | 23,6 | 19,3 | 18,9 | 18,5 | 17,8 | 17,9 | 16,9 | 14,4 | 14,2 |
| Österreich             | 25,5 | 25,5 | 25,1 | 24,3 | 24,0 | 23,7 | 23,4 | 14,6 | 18,9 |
| Polen                  | 7,5  | 14,9 | 11,4 | 08,0 | 04,5 | 04,5 | 6,4  | 19,9 | 4,5  |
| Portugal               | 8,4  | 8,5  | 9,2  | 10,0 | 12,8 | 12,5 | 15,7 | 10,6 | 11,4 |
| Rumänien               | 7,8  | 12,5 | 08,5 | 07,4 | 08,8 | 12,1 | 9,7  | 3,3  | 2,4  |
| Schweden               | 16,5 | 17,8 | 16,9 | 15,7 | 15,4 | 15,8 | 15,9 | 11,8 | 11,2 |
| Slowakei               | 25,8 | 23,6 | 20,9 | 21,9 | 16,9 | 20,5 | 21,5 | 18,4 | 15,8 |
| Slowenien              | 8,0  | 5,0  | 04,1 | −0,9 | 00,9 | 02,3 | 2,5  | 7,9  | 3,1  |
| Spanien                | 17,9 | 18,1 | 16,1 | 16,7 | 16,2 | 16,2 | 17,8 | 11,9 | 9,4  |
| Tschechien             | 23,4 | 23,6 | 26,2 | 25,9 | 21,6 | 21,0 | 22   | 18,9 | 16,4 |
| Ungarn                 | 14,4 | 16,3 | 17,5 | 17,1 | 17,6 | 18,0 | 20,1 | 15,1 | 17,2 |
| Vereinigtes Königreich | 24,3 | 20,8 | 21,4 | 20,6 | 19,5 | 20,1 | 19,1 | 20,9 | ...  |
| Zypern                 | 21,8 | 22,0 | 19,5 | 17,8 | 16,8 | 16,4 | 16,2 | 14,2 | 9,0  |

Quelle: Statistisches Bundesamt Deutschland.
Quelle: Eurostat 2012 Quelle: Eurostat 2020

## Lohnunterschiede in einzelnen Staaten

### Bundesrepublik Deutschland
Der unbereinigte Gender-Pay-Gap ist in Deutschland auch mit den arbeitsmarktpolitisch geschaffenen Strukturen verbunden, etwa der Liberalisierung des Arbeitsmarktes durch die Agenda 2010, welche zu mehr atypischen Beschäftigungsverhältnissen führte, sowie deren Ausweitung in Folge der Wirtschaftskrise ab 2007. Von diesen atypischen Beschäftigungsverhältnissen, die deutlich schlechter entlohnt werden als Normalarbeitsverhältnisse, sind Frauen in stärkerem Maße betroffen als Männer.
 Tarifgebundene Unternehmen weisen dabei eine geringere Lohnlücke zwischen den Geschlechtern auf. Eine Untersuchung des WSI aus 2016 zeigte, dass Frauen überdurchschnittlich von Tarifverträgen profitieren (9,2 % mehr Lohn gegenüber Unternehmen ohne Tarifvertrag; bei Männern lag der Vorteil bei 6,6 %). Somit verringert sich auch der Gender-Pay-Gap in tarifgebundenen Unternehmen erheblich. Der Unterschied zwischen tarifgebundenen und nicht tarifgebundenen Unternehmen vergrößerte sich mit der Zeit, wie eine Untersuchung zwischen den Jahren 2000 und 2010 zeigte, wobei die genauen Ursachen dafür nicht bekannt sind. Es wird jedoch ein Zusammenhang mit den Arbeitsmarktreformen der Agenda 2010 vermutet.

#### Aktueller Stand
Der unbereinigte Gender-Pay-Gap (GPG) in Deutschland bleibt für das Jahr 2021 zum Vorjahr mit rund 18 % unverändert. Nach dem Statistische Bundesamt liegt der Wert im früheren Bundesgebiet (einschließlich Berlin) bei 19 %, in den neuen Bundesländern bei 6 %. Frauen haben mit durchschnittlich 19,12 Euro einen geringeren Bruttostundenverdienst als Männer (23,20 Euro). Von 2006 bis 2021 ging der geschlechterspezifische Verdienstabstand in Deutschland um 5 Prozentpunkte zurück.
Die Studie des Bundesamtes betont, dass der bereinigte Wert möglicherweise noch geringer ausfiele, „wenn weitere lohnrelevante Eigenschaften im Rahmen der Analysen hätten berücksichtigt werden können“. Möglicherweise unterschätze der bereinigte GPG von 8 % das Ausmaß an Diskriminierung, wenn die Verteilung von Männern und Frauen nach bestimmten Ausstattungsmerkmalen (z. B. Qualifikation, Wirtschaftsbranche) selbst bereits das Ergebnis gesellschaftlich benachteiligender Strukturen sei.
Der bereinigte GPG beträgt ca. 2–7 %. Dies bedeutet, dass im Durchschnitt Frauen unter der Voraussetzung vergleichbarer Tätigkeit und gleicher Qualifikation pro Stunde 2–7 % weniger als Männer verdienten. Auch hierbei sind jedoch, wie beim unbereinigten Gender Pay Gap, „Beschäftigte in der Land- und Forstwirtschaft, Fischerei, in der öffentlichen Verwaltung sowie in Betrieben mit bis zu zehn Beschäftigten“ nicht berücksichtigt, wobei aber insbesondere im gesamten öffentlichen Dienst und bei Beamten gleicher Lohn für gleiche Arbeit gezahlt wird und bei niedrig bezahlten Stellen 2009 sogar ein Verdienstunterschied zugunsten von Frauen festgestellt werden konnte, also „der Verdienst von Frauen im Durchschnitt über dem der männlichen Kollegen“ lag. Laut Destatis lag der bereinigte Gender Pay Gap im Jahr 2018 unverändert zu 2014 bei 6 %.

#### Frühere Untersuchungen
- 2020 Den unbereinigten Gender-Pay-Gap (GPG) in Deutschland für das Jahr 2020 bezifferte das Statistische Bundesamt auf rund 18 % (im früheren Bundesgebiet (einschließlich Berlin) bei 20 %, in den neuen Bundesländern bei 6 %).[99] Rund zwei Drittel dieses GPG waren auf strukturell unterschiedliche arbeitsplatzrelevante Merkmale von Männern und Frauen zurückzuführen: die zwischen den Geschlechtern unterschiedlich ausfallende Berufs- beziehungsweise Branchenwahl, die Häufigkeit von Teilzeitarbeit unter Frauen, und Geschlechtsunterschiede in der Ausbildung. Rund 8 %, dabei in den neuen Bundesländern 12 % und im früheren Bundesgebiet 8 %, betrug der um den Einfluss dieser Merkmale statistisch bereinigte Verdienstunterschied (der „bereinigte Gender-Pay-Gap“).

- 2019 Im Dezember 2020 teilte das Statistische Bundesamt mit, dass der unbereinigte Gender-Pay-Gap 2019 in Deutschland bei rund 19 % lag und der bereinigte bei 6 %. Im Vergleich zu früheren Erhebungen ist die Lohnlücke zwischen Männern und Frauen etwas kleiner geworden, bleibt aber weiter deutlich über dem EU-Durchschnitt. Ein großer Teil des unbereinigten Verdienstunterschieds ist darauf zurückzuführen, dass Frauen oft in schlechter bezahlten Branchen und Berufen arbeiten, seltener in Führungspositionen und häufiger teilzeit- oder geringfügig beschäftigt sind. Innerhalb Deutschlands sind die Unterschiede dabei signifikant. In Ostdeutschland fällt der unbereinigte Gender-Pay-Gap mit 7 % deutlich geringer aus als in Westdeutschland (20 %). Auch beim bereinigten Gender-Pay-Gap werden nicht alle lohnrelevanten Einflussfaktoren berücksichtigt (z. B. familienbedingten Erwerbsunterbrechungen), sodass er möglicherweise geringer ausgefallen wäre als angegeben.[100][21]
- 2013 Das Institut der Deutschen Wirtschaft ermittelte im Januar 2013 einen bereinigten GPG von 2 %.[101] Das Statistische Bundesamt errechnete einen bereinigten Gender-Pay-Gap von 7 %. Beide sind repräsentativ. Der Unterschied liegt darin, dass das Institut der Wirtschaft in seiner Berechnung eine Frau zu Grunde legte, die nach einer Schwangerschaft höchstens 18 Monate zu Hause bleibt. Außerdem wird mit zwei unterschiedlichen Datensätzen gearbeitet. Während sich das Statistische Bundesamt auf die Gehälter von 1,9 Millionen Beschäftigten bezog, rechnete das Institut für Wirtschaft mit Datensätzen von 7.500 Beschäftigten.[102]
- 2008 Eine vom Bundesministerium für Familie, Senioren, Frauen und Jugend beim WSI der Hans-Böckler-Stiftung in Auftrag gegebene Studie wurde 2008 abgeschlossen und 2009 veröffentlicht. Sie untersuchte Lohndifferenzen zwischen Berufsanfängerinnen und -anfängern in ihren ersten zehn Berufsjahren.[103]  Laut der Studie betrug der unbereinigte GPG bei Frauen mit einer Berufserfahrung bis zu 3 Jahren 18,7 % und mit einer Berufserfahrung zwischen 4 und 10 Jahren 21,8 %. In den neuen Bundesländern betrug er (im Durchschnitt der betrachteten Gruppe) 16,2 Prozent, in den alten Bundesländern (dito) 21,6 %. In Ostdeutschland wurde die Differenz mit wachsender Berufserfahrung kleiner, in Westdeutschland etwas größer. Neben einer deutlichen Abhängigkeit vom Alter weist die Studie deutliche Unterschiede zwischen Wirtschaftssektoren aus. So war die Differenz in der Energiewirtschaft mit 6,9 % verhältnismäßig gering und im Kreditgewerbe mit 21,2 % relativ hoch. Zudem nahm der Unterschied mit besser werdender Ausbildung ab und war generell bei Akademikerinnen geringer als bei Frauen, die nur das Abitur haben, und bei promovierten Frauen wiederum geringer als bei solchen ohne Promotion. Im internationalen Vergleich lag laut Studie 2007 der unbereinigte GPG in Deutschland mit 17,3 % bei Berufsanfängerinnen verglichen mit sieben anderen europäischen Ländern im oberen Drittel. Als Vergleichszahlen wurden z. B. genannt Belgien (9,4 %), Dänemark (9,8 %), Polen (26,0 %) und Spanien (30,4 %).  Die Hans-Böckler-Stiftung hob folgende wesentliche Einflussfaktoren als Ergebnis der WSI-Studie hervor:
  - unterschiedliche berufliche Präferenzen[104]
  - Unterschiede in der Ausbildung[104]
  - berufliche Unterbrechungen auf Grund von Kindeserziehung[104]
  - mangelnde Aufstiegsmöglichkeiten[104]
  - unterschiedliche, auch diskriminierende Behandlung von Frauen im Berufsleben.[104]
- 2005 Eine Untersuchung des Forschungsinstitutes der Bundesagentur für Arbeit bei vollzeitbeschäftigten Männern und Frauen, die Entgelte in Abhängigkeit von Branche, Beruf und Betrieb in Deutschland verglich, ergab bei gleicher Humankapitalausstattung (Ausbildung und Berufserfahrung) einen Entgeltunterschied von durchschnittlich 12 % innerhalb der als „gleich“ angesehenen Tätigkeiten im gleichen Beruf und im selben Betrieb.[105] Zur Erklärung des Lohnunterschieds stellte sich insgesamt die Verteilung vollzeitbeschäftigter Frauen und Männer auf unterschiedliche Betriebe als wichtiger heraus als die Tätigkeit in unterschiedlichen Berufsgruppen.[106] Die Studie weist bei ihren Schlussfolgerungen darauf hin, dass die noch ungenaue Erfassung unterschiedlicher Berufserfahrung für einen Teil des gemessenen Entgeltunterschiedes ursächlich sein könnte, und hält einen ansonsten verbleibenden Unterschied von lediglich 5 % für denkbar.[107]
- 2005 Eine Unterscheidung nach Vollzeit- und Teilzeitbeschäftigten wurde 2005 im Gender-Datenreport („1. Datenreport zur Gleichstellung von Frauen und Männern in der Bundesrepublik Deutschland“) vorgenommen und ergab niedrigere Löhne von Frauen in Vollzeitstellen verglichen mit Männern. Zugleich zeigten sich speziell in Westdeutschland höhere Löhne von Frauen in Teilzeitstellen unter 18 Wochenstunden vergleichen mit Männern in Teilzeitstellen; allerdings war bezüglich der Teilzeit die Zahl der Wochenstunden in der Statistik nicht verfügbar. Zudem wurde im Gender-Datenreport untersucht, inwieweit die Einkommensunterschiede auf vorwiegende Beschäftigung in Frauen- und Männerdomänen zurückzuführen sei; es wurde dabei festgestellt, dass in Vollzeit beschäftigte Frauen auch innerhalb der jeweiligen Sektoren ein geringeres Einkommen als Männer erhielten.[108]
- 1993 erschien eine empirische Studie des Instituts für Arbeitsmarkt- und Berufsforschung.[109]

##### Tabellarische Zusammenfassung
| Jahr | Ostdeutschland | Westdeutschland | Gesamt Deutschland |
| ---- | -------------- | --------------- | ------------------ |
| 2006 | 6 %            | 24 %            | 23 %               |
| 2014 |                |                 | 22 %               |
| 2015 |                |                 | 22 %               |
| 2016 |                |                 | 21 %               |
| 2017 |                |                 | 20 %               |
| 2018 |                |                 | 20 %               |
| 2019 |                |                 | 19 %               |
| 2020 | 6 %            | 20 %            | 18 %               |
| 2021 |                |                 | 18 %               |
| 2022 |                |                 | 18 %               |
| 2023 | 7 %            | 19 %            | 18 %               |

Bei dieser Angabe wurden „Beschäftigte in der Land- und Forstwirtschaft, Fischerei, in der öffentlichen Verwaltung sowie in Betrieben mit bis zu zehn Beschäftigten“ nicht berücksichtigt. Da die Verdiensterhebung ab dem Jahre 2022 verändert wurde, sind die Ergebnisse ab 2022 nur eingeschränkt mit den Ergebnissen aus der vorherigen Verdienststrukturerhebung vergleichbar.

#### Unbereinigte Gender Pay Gap in unterschiedlichen Wirtschaftszweigen
Die unbereinigte Gender Pay Gap in Deutschland ist stark von dem Wirtschaftszweig, in welchem die Beschäftigten arbeiten, abhängig. Laut dem Statistischen Bundesamt ist die unbereinigte Gender Pay Gap in den Wirtschaftszweigen "Erbringung von Finanz- und Versicherungsdienstleistungen", sowie "Erbringung von freiberuflichen, wissenschaftlichen und technischen Dienstleistungen" mit durchschnittlich 26 % Verdienstunterschied im Jahre 2023 am höchsten. Eine unbereinigte Gender Pay Gap zugunsten weiblicher Beschäftigten lässt sich im selben Jahr in den Wirtschaftszweigen "Bergbau und Gewinnung von Steinen und Erden", sowie "Wasserversorgung; Abwasser- und Abfallentsorgung und Beseitigung von Umweltverschmutzungen" verzeichnen, in welchen Arbeitnehmerinnen durchschnittlich 1 % mehr verdienen, als ihre männlichen Kollegen.

### Australien
Eine Studie aus dem Jahr 2013 bezifferte den bereinigten Gender-Pay-Gap auf ca. 16,7 % nachdem der Einfluss von Geschlechtsunterschieden in der Ausbildung, Arbeitsstunden, unbezahlten Überstunden, Zahl der Kinder und anderen Faktoren konstant gehalten wurde. Zwischen 1990 und 2009 hat sich der GPG nur wenig verändert und lag konstant zwischen 15 und 17 %.
Eine Studie im Auftrag des Department of Families, Housing, Community Services and Indigenous Affairs aus dem Jahr 2009 kam zu dem Ergebnis, dass etwa 60 % des australischen GPG nicht durch unterschiedliche berufsrelevante Einflussgrößen wie z. B. Erwerbsgeschichte, Berufsqualifikation, Arbeitsmarktsegregation und Unternehmensgröße erklärt werden konnten. Laut der Studie ist der GPG primär auf das Geschlecht zurückzuführen: Bei Beseitigung des Geschlechtseffekts würde der Lohn einer australischen Frau um 1,87 AUD in der Stunde, 65 AUD pro Woche und etwa 3.400 AUD im Jahr steigen.
Studien haben gezeigt, dass der Einkommensunterschied in Australien mit steigendem Einkommen zunimmt, sodass der Gender-Pay-Gap unter Besserverdienern größer ist als unter Schlechtverdienern. Am oberen Ende der Einkommensverteilung (Top 5 %) beträgt der Gender-Pay-Gap laut einer Studie 25 % und am unteren Ende der Verteilung 10 %. Diese Vergrößerung des Gender-Pay-Gap entlang der Einkommensverteilung ist auch unter der Bezeichnung „gläserne Decke“ bekannt. Diese Tendenz bleibt gemäß einer Untersuchung auch nach Berücksichtigung arbeitsmarktrelevanter Merkmale (z. B. Erwerbsstatus, Arbeitsstunden, Familienstand, tatsächliche Berufserfahrung, Kinderzahl usw.) bestehen und ist vor allem in Betrieben der privaten Wirtschaft zu beobachten.

### Dänemark
In Dänemark betragen die Gehälter der Frauen, bezogen auf den gesamten Arbeitsmarkt 2019, 87 Prozent der Gehälter der Männer.

### Finnland
In Finnland machten die Gehälter der Frauen 2016, bezogen auf den gesamten Arbeitsmarkt, 84 Prozent der Gehälter der Männer aus.

### Großbritannien
Die britische Statistikbehörde ONS errechnete für April 2017 eine Lücke von 9,1 % für den Medianstundenlohn für Vollzeitbeschäftigte, ein Jahr zuvor lag der Wert bei 9,1 % und 1997, als die ONS erstmals Daten erhob, bei 17,4 %. Die Medianlohndifferenz dagegen blieb von 2014 bis 2017 bei 14,1 %. Bezieht man auch Teilzeitkräfte ein, so blieben die Werte von 2014 bis 2017 gleich: 18,4 % beim Medianlohn und beim Durchschnittslohn von 17,4 % auf 14,1 %.
Auf der anderen Seite hat eine Auswertung von Daten des ONS zwischen 2006 und 2013 ergeben, dass junge Frauen zwischen dem 22. und 29. Lebensalter jährlich durchschnittlich 1.111 Pfund mehr als Männer gleichen Alters verdienen. Erst bei der Gruppe jener, die über 30 Jahre alt waren, fiel der Gender-Pay-Gap zu Ungunsten von Frauen aus. Dies wird in den Trend eingeordnet, dass Männer schon seit einigen Jahren bei der Bildung zurückfallen und weniger häufig ein universitäres Studium aufnehmen, was auch andere OECD-Länder betrifft.

### Island
In Island betragen die Gehälter der Frauen 86 Prozent der Gehälter der Männer.

### Norwegen und Schweden
In Schweden betragen Gehälter von Frauen, bezogen auf den gesamten Arbeitsmarkt, 89 Prozent der Gehälter der Männer.

### Schweiz

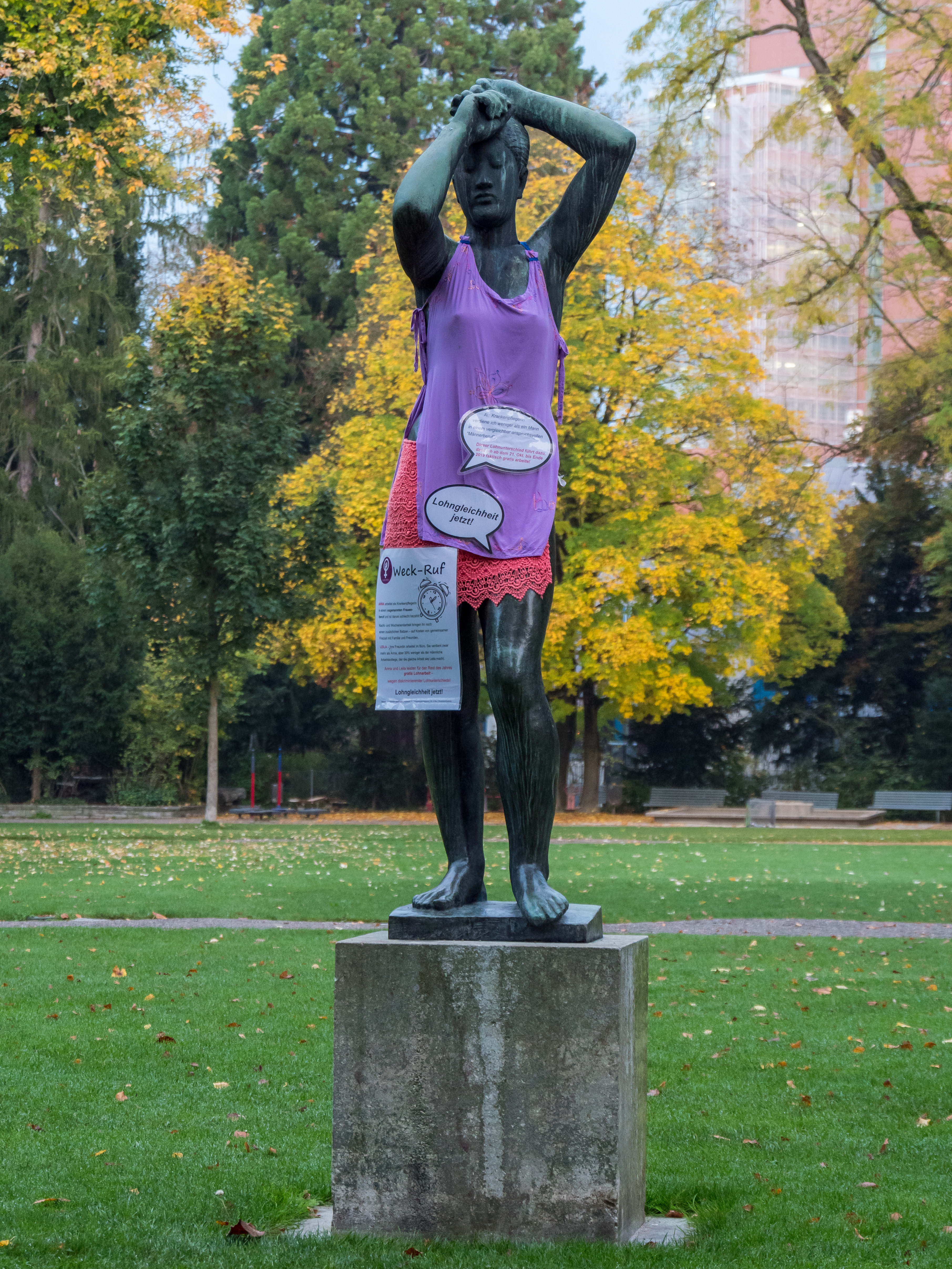
Lohngleichheit jetzt! Winterthur 2019

Basierend auf der offiziellen Statistik (SLSE) lässt sich der Lohnunterschied für die Schweiz auf zwei Arten berechnen:
- Lohnunterschied gestützt auf den Medianlohn

Das Bundesamt für Statistik (BFS) weist die Medianlohndifferenz der auf Vollzeit standardisierten Bruttolöhne aus. Beim Median fallen außergewöhnlich hohe Löhne weniger ins Gewicht. Im Jahr 2008 betrug der so ermittelte Lohnunterschied (Lohndifferenz zu Ungunsten der Frauen in Prozent des Männerlohns) 16,6 %, im Jahr 2016 noch 12,0 %.
- Lohnunterschied gestützt auf den Mittelwert

Werden die Unterschiede in den Durchschnittslöhnen (Mittelwerten) betrachtet, wie es im internationalen Vergleich bei der Berechnung des Gender-Pay-Gaps üblich ist, fällt der Lohnunterschied größer aus, weil mehr Männer als Frauen Spitzensaläre beziehen. Für 2008 wurde so eine Durchschnittslohndifferenz von 25 % für die Privatwirtschaft und von 16,5 % für den öffentlichen Sektor auf nationaler Ebene (Bund) errechnet.
Mithilfe der linearen Regression lässt sich bestimmen, welcher Anteil des Lohnunterschieds durch Faktoren wie Ausbildung, Alter, Dienstalter, berufliche Stellung etc. zu erklären ist und welcher ausschließlich auf das Geschlecht zurückzuführen ist. Eine Studie aus 2008 und 2010 haben gezeigt, dass insgesamt gesehen gut 60 Prozent der Lohnunterschiede durch objektive Ausstattungsmerkmale zu erklären sind. Für knapp 40 Prozent konnten keine Erklärungen gefunden werden, so dass ein Diskriminierungsanteil vermutet wird.
Eine Übersichtsarbeit aus dem Jahr 2003 sowie eine Reihe anderer Studien zeigten, dass selbst nach statistischer Kontrolle von Humankapital- und Produktivitätdifferenzen zwischen den Geschlechtern ein deutlicher und faktischer Unterschied in der Entlohnung zwischen Frauen und Männern besteht, der sich noch dazu über einen längeren Zeitraum kaum verändert hat. In diesem Fall ist also eindeutig von geschlechtsspezifischer Lohndiskriminierung zu sprechen.

### Zahlen für Europa
Europäische Vergleichszahlen gibt es laut Statistischem Bundesamt erst ab dem Jahr 2018. Von den 28 EU-Staaten zu diesem Zeitpunkt schnitt bezüglich des unbereinigten Gender-Pay-Gap nur Estland schlechter ab als Deutschland. Auf vergleichbarem Niveau wie Deutschland befanden sich Österreich, Tschechien, das Vereinigte Königreich, die Slowakei und Lettland. Die EU-Staaten mit den geringsten geschlechtsspezifischen Unterschieden im Bruttostundenverdienst waren Luxemburg (1 %), Rumänien (2 %) und Italien (4 %).

### Globale Zahlen
Nach dem Beschäftigungsausblick 2008 der OECD lag der unbereinigte Gender-Pay-Gap in den Mitgliedsstaaten der OECD bei 17 %.

## Politische Maßnahmen
Das Europaparlament hat im März 2023 umfassende neue Gesetze beschlossen, die dem Gender-Pay-Gap entgegenwirken sollen. In Zukunft müssen Unternehmen die Geschlechtsunterschiede zwischen den Löhnen ihrer Mitarbeiter öffentlich machen. Wenn der Lohnunterschied 5 % oder mehr beträgt, muss das Unternehmen beweisen, dass keine Diskriminierung vorliegt. Andernfalls kann das Unternehmen vom Arbeitnehmer darauf verklagt werden, den Gehaltsunterschied aufzuheben und den Verlust im Nachhinein auszuzahlen.

### Bundesrepublik Deutschland
Als Hauptgründe für die Lohnunterschiede zwischen Frauen und Männern werden die unterschiedliche Berufswahl sowie die geschlechtsspezifische Arbeitsmarktsegregation angesehen. Da Berufswahl und Arbeitsmarktsegregation durch individuelle und kulturelle Faktoren bedingt seien, wird den politischen Maßnahmen bisher ein relativ geringer Einfluss auf die Lohnunterschiede zwischen Männern und Frauen zugesprochen.
Die Forderungen von Frauenorganisationen sowie Berufsverbänden haben sich im Laufe der letzten Jahre in Richtung „gleicher Lohn für gleichwertige“ Arbeit verlagert. Dadurch sollen die durch die geschlechtliche Arbeitsmarktsegregation bedingten Lohnunterschiede zwischen Frauen und Männern in den nächsten Jahren weiter verringert werden. Betroffenen stehen in allen OSZE-Ländern rechtliche Möglichkeiten zur Verfügung.
Am 28. Januar 2009 fand eine Anhörung vor dem Ausschuss für Familie, Senioren, Frauen und Jugend des Deutschen Bundestags zum Thema „Entgeltgleichheit zwischen Frauen und Männern“ statt, basierend auf einem 56 Fragen umfassenden Fragenkatalog, zu der Repräsentanten folgender Organisationen bzw. Institutionen als Anhörpersonen geladen wurden: Wirtschafts- und Sozialwissenschaftliches Institut (WSI), Büro für arbeits- und sozialpolitische Studien BASS, IBM Deutschland, Deutscher Juristinnenbund (DJB), Harriet Taylor Mill-Institut der Fachhochschule für Wirtschaft Berlin, Antidiskriminierungsbüro Sachsen, Institut der Deutschen Wirtschaft (IDW), Vereinte Dienstleistungsgewerkschaft  und Deutscher Industrie- und Handelskammertag (DIHT). Die geladenen Experten waren sich über die entscheidende Rolle geschlechtsspezifischer Unterschiede bezüglich Auszeiten zur Kinderbetreuung, Teilzeit und Berufswahl für den Gender Wage Gap einig, ebenso darüber, dass Maßnahmen wie ein Ausbau der Kinderbetreuungsangebots auch für Kinder unter drei Jahren erforderlich seien; hingegen wurde die Einführung eines Verbandsklagerechts zur Aufdeckung von Diskriminierungsfälle in Unternehmen von nur einem Teil der Experten befürwortet. Die Ausführungen des DJB hoben auch strukturelle, im deutschen Steuer- und Sozialsystem begründete Einflüsse, insbesondere eine Förderung des Zuverdienermodells und eine Benachteiligung egalitärer Modelle hervor; sie beinhaltete auch eine Forderung nach gesetzlichem Änderungen, insbesondere bei dem AGG und dem BEEG, und einen Hinweis auf die besonders schwierige Situation von Migrantinnen. Infolge dieser Anhörung bot das Bundesministerium für Familie, Senioren, Frauen und Jugend anlässlich des Equal Pay Day 2009 Arbeitgebern ein freiwilliges Instrument zur Evaluierung der Entgeltgleichheit an, genannt Logib-D, das in Anlehnung an ein Schweizer Verfahren Logib entstand. Logib basiert auf einem Instrumentarium, welches das Büro für arbeits- und sozialpolitische Studien BASS für das Eidgenössische Gleichstellungsbüro EBG und die Beschaffungskommission des Bundes BKB entwickelte.
Der Deutsche Gewerkschaftsbund forderte 2020 aufgrund des Zusammenhangs zwischen Tarifverträgen und einer deutlich geringeren Lohnlücke (siehe oben), dass die Tarifbindung seitens der Politik gestärkt werden sollte.
Im Privat- und Unternehmensbereich wird durch aufgezwungene Strategien eine Verbesserung erwartet, etwa durch Anrechnung der Eltern-/Karenzzeit auf Senioritätssprünge in kollektiven Arbeitsverträgen, Frauenquoten, verpflichtende Einkommensangaben in Stelleninseraten sowie Lohn- und Gehaltsrechner zur Lohntransparenz, Förderung der Väterkarenz, „Papa-Monat“, Ermöglichen der Pflegefreistellung des getrennt lebenden Elternteils, Gratiskindergarten und Kindergartenpflicht oder einkommensabhängiges Elterngeld.
In Deutschland können Angestellte seit dem 1. Januar 2018 auf Grundlage des Entgelttransparenzgesetzes Auskünfte über das Entgelt von Kollegen des anderen Geschlechts verlangen, die in vergleichbarer Position tätig sind. Dieses Gesetz ist umstritten, weil das Auskunftsrecht an Bedingungen geknüpft ist und sich auf den Median der Entgelte beschränkt.

### Großbritannien
In Großbritannien verpflichtet seit dem 1. April 2018 das Lohngleichheitsgesetz Firmen und Behörden mit mehr als 250 Angestellten dazu, die Gehaltsunterschiede zwischen Frauen und Männern zu veröffentlichen. Die Regelung, die nicht in Nordirland gilt, verfolgt das Ziel, für Frauen und Männer gleiche Chancen zu schaffen und zu erhalten und so die Gleichheit der Geschlechter in allen Bereichen der Gesellschaft voranzubringen. Es wurde in der deutschen Presse als vorbildlich gelobt. 2017 wurden gemäß den veröffentlichten Daten in acht von zehn Firmen Frauen schlechter bezahlt als Männer, im öffentlichen Sektor waren es sogar neun von zehn. Frauen verdienten bei den Firmen, die ihre Daten offenlegten, im Durchschnitt knapp zehn Prozent weniger als Männer. Zwar sieht das Gesetz keine Sanktionen für Firmen mit einem besonders großen Gender-Pay-Gap vor, doch Kommentatoren gehen davon aus, dass allein die Veröffentlichung einen Druck auf die Firmen ausübe, der sie zum Handeln bringe. Im Fall der Chinakorrespondentin der BBC, Carrie Gracie, führte das Gesetz zu praktischen Konsequenzen: Als der Sender die Gehälter der Spitzenverdiener offenlegen musste, kündigte Gracie wegen der Ungleichheit in der Bezahlung von Männern und Frauen ihre Stelle nach 30 Jahren im Job und teilte ihre Wut über die ungleiche Bezahlung in einem öffentlichen Brief mit ihren Leserinnen und Lesern.
Der Gender-Pay-Gap liegt im Vereinigten Königreich für in Vollzeit Beschäftigte bei 8,9 %. Bei in Vollzeit Beschäftigten im Alter von 18 bis 39 Jahren liegt er nahe bei null (Stand: 2019).

### Island
In Island wurde das 2008 verabschiedete Gesetz über Gleichstellung und Gleichberechtigung von Frauen und Männern 2017 um eine Regelung erweitert, die den bereinigten Gender-Pay-Gap in größeren Unternehmen aushebeln soll. Unternehmen mit mehr als 25 Vollzeitangestellten müssen nun ein Lohngleichheitszertifikat (isländisch Jafnlaunavottun) vorweisen können, das man alle drei Jahre erneuern lassen muss. Für Arbeitgeber mit mehr als 250 Angestellten endet die Frist am 31. Dezember 2018, kleinere Unternehmen haben etwas mehr Zeit; zuletzt müssen Firmen mit 25 bis 89 Angestellten das Zertifikat vorweisen können, bis 31. Dezember 2021. Private Beratungsfirmen besuchen die Unternehmen und übermitteln dem staatlichen Zentrum für Geschlechtergleichheit (isländisch: Jafnréttisstofa) ihr Urteil, auch über die, welche die Prüfung nicht bestanden haben. Das Zentrum für Geschlechtergleichheit gibt diese Informationen dann an die Sozialpartner weiter. Zertifizierte Firmen dürfen das Equal-Pay-Symbol führen. Wird das Zertifikat nicht rechtzeitig vorgelegt oder von den Beraterfirmen verweigert, so drohen Geldstrafen bis zu 50.000 Isländische Kronen (Mai 2018: etwa 400 Euro) pro Tag.

### Österreich
Die in Österreich seit Anfang 2012 gesetzlich vorgeschriebene Angabe des Mindesteinkommens in Stelleninseraten zur Verbesserung des Verhandlungsspielraumes von Bewerbern zeigt deutliche inhaltliche Schwächen.

## Diskurs
Die britische Politikwissenschaftlerin Albena Azmanova stellte 2012 fest, dass die zweite Welle der Frauenbewegung ihre Ziele, darunter die Aufhebung des Gender-Pay-Gap, nicht vollständig erreicht habe. Die Gleichstellung der Geschlechter am Arbeitsmarkt sei vor allem als Auftrag zur Bemächtigung der Frauen, am Arbeitsmarkt teilzunehmen, verstanden worden; dabei seien jedoch diskriminierende ökonomische Strukturen vernachlässigt worden. Dies habe so letztlich nur den besser gebildeten und begabteren Frauen genutzt und zur Entstehung eines „progressiven Neoliberalismus“ beigetragen. Der anhaltende Gender-Pay-Gap sei auch eine Konsequenz dieser Entwicklung: Viele Frauen aus unteren sozialen Schichten seien aufgrund ökonomischer Zwänge in schlecht bezahlte Berufe mit atypischen Beschäftigungsverhältnissen geraten. Für mehr Gleichberechtigung müssten daher die diskriminierenden Strukturen des neoliberalen Wirtschaftsmodells in den Blick genommen werden. Hierbei handele es sich auch nicht um rein geschlechterspezifische Phänomene, sondern auch andere soziale Gruppen würden von diesen Strukturen diskriminiert.
Es gibt unterschiedliche Auffassungen darüber, ob der Gender-Pay-Gap ein Problem darstellt, das behoben werden muss. Während dies vor allem Teile der politischen Linke als erstrebenswertes Ziel ansehen, argumentiert der sozialdarwinistische Psychologieprofessor Jordan Peterson gegen die Auffassung, dass Ergebnisgleichheit, im Unterschied zu Chancengleichheit, ein erstrebenswertes Ziel sei. Erfahrungen mit skandinavischen Ländern hätten gezeigt, dass unterschiedliche Geschlechter sich auf natürliche Weise unterschiedlichen Berufen zuordnen würden, wenn sie die freie Wahl dazu hätten. Eine vollständige Ergebnisgleichheit müsse daher durch staatliche Maßnahmen erzwungen werden, was Peterson strikt ablehnt.
Die Schweizer Ökonomin Mascha Madörin sieht in der Gender-Pay-Gap dagegen nur etwa ein Viertel des geschlechtsspezifischen Gesamteinkommensunterschieds (Gender Overall Earnings Gap) repräsentiert. Letzterer bezieht auch die ungleiche Verteilung unbezahlter Care-Arbeit ein. Dieser betrage nach Berechnungen Madörins in der Schweiz etwa 44,5 Prozent, was knapp 110 Milliarden Schweizer Franken (112 Milliarden Euro) entspreche.

## In einzelnen Branchen

### Sport
Im Profisport gibt es sehr große Gehaltsunterschiede zwischen den Geschlechtern. Unter den 100 bestbezahlten Sportlern der Welt war im Jahr 2019 nur eine Frau: Tennisspielerin Serena Williams auf Platz 63. Gleiches gilt für den E-Sport (siehe Preisgeld-Liste). Bei Fußball-Weltmeisterschaften bekamen Frauen in den Jahren 2000 bis 2019 im Schnitt nur ein Fünftel des Preisgeldes der männlichen Athleten beim Gewinnen der Meisterschaft.
Begründet werden die Unterschiede „in der Regel durch die bessere Vermarktbarkeit von Männern“.
In der norwegischen Fußballnationalmannschaft wurde 2017 Equal Pay eingeführt. Die Prämien für Frauen und Männer sind dort also gleich hoch.

### Fahrdienstleister
2017/18 untersuchte eine Studie von Ökonomen der Universitäten Stanford und Chicago die Unterschiede bei der Entlohnung von Uber-Fahrerinnen und -Fahrern. Die Studie ergab, dass männliche Fahrer etwa 7 % pro Stunde mehr als weibliche verdienten, wobei der Entlohnungsalgorithmus des Betreibers unter anderem Länge der gefahrenen Strecke, Fahrtzeit, Zahl der mitgenommenen Personen und aktuelle Angebots- und Nachfragesituation berücksichtige, nicht jedoch das Geschlecht der Fahrer, ob diese Voll- oder Teilzeit arbeiten oder ob sie seit langem oder erst seit kurzem für Uber tätig sind.
Der Unterschied beim Verdienst pro Stunde entstehe dadurch, dass Männer durchschnittlich wegen längerer Mitarbeit bei Uber über mehr Erfahrung verfügten, die nach aktueller Angebots- und Nachfragesituation jeweils besser bezahlten Aufträge auswählten und schneller führen. Die Autoren folgerten, dass ein solcher Unterschied beim Verdienst pro Stunde zwischen den Geschlechtern sich auch ohne jegliche Diskriminierung einstellen könne (siehe: Gender Bias).

## Verwandte Konzepte
Es bestehen auch Einkommensunterschiede zwischen Frauen mit Kindern und Frauen ohne Kindern, im Englischen als family gap oder family pay gap bezeichnet („Familienlücke, Familien-Verdienstlücke“).
Ein DIW-Bericht zeigt zudem, beruhend auf Umfragen im Rahmen des Sozioökonomischen Panels von 2016, Unterschiede zwischen der Bezahlung zwischen Menschen unterschiedlicher sexueller Orientierung. In diesem Zusammenhang wird von einem Sexuality-Pay-Gap gesprochen. Homo- und bisexuelle Männer verdienen im Schnitt weniger als heterosexuelle Männer, sind häufiger als Angestellte beschäftigt und seltener als Arbeiter, haben dreimal seltener eine Beamtenposition, arbeiten seltener in der Produktion und leisten mehr Überstunden.
Die Begriffe Migration Pay Gap oder Immigrant Wage Gap werden benutzt, um die Einkommensunterschiede zwischen Menschen mit und ohne Einwanderungshintergrund zusammenzufassen.